# Iron Savior
Az Iron Savior Németországból származó heavy/power metal zenekar. 1996-ban alakultak meg Hamburgban.

## Tagok

### Jelenlegi tagok
- Piet Sielck - éneklés, gitár (1996-)
- Joachim Küstner - gitár, háttér-éneklés (2000-)
- Jan-Sören Eckert - basszusgitár, éneklés (1997-2003, 2011-)
- Patrick Klose - dobok (2017-)

### Korábbi tagok
- Kai Hansen
- Yenz Leonhardt
- Andreas Kück
- Thomen Stauch
- Dan Zimmerman
- Thomas Nack

## Diszkográfia

### Stúdióalbumok
- Iron Savior (1997)
- Unification (1999)
- Dark Assault (2001)
- Condition Red (2002)
- Battering Ram (2004)
- Megatropolis (2007)
- The Landing (2011)
- Rise of the Hero (2014)
- Titancraft (2016)
- Reforged - Riding on Fire (2017)

### Egyéb kiadványok
- Coming Home (1998, EP)
- Interlude (1999, EP)
- I've Been to Hell (2000, EP)
- Live at the Final Frontier (2015, koncertalbum)